# Brachinus azureipennis
Brachinus azureipennis är en skalbaggsart som beskrevs av Maximilien de Chaudoir. Brachinus azureipennis ingår i släktet Brachinus och familjen jordlöpare. Inga underarter finns listade i Catalogue of Life.